# Briscous
Briscous /bʁiskus/ (en basque : Beskoitze) est une commune française, située dans le département des Pyrénées-Atlantiques en région Nouvelle-Aquitaine.
Le gentilé est Beskoiztar,.

## Géographie

### Localisation
La commune de Briscous se trouve dans le département des Pyrénées-Atlantiques, en région Nouvelle-Aquitaine.
La commune fait partie de la province basque du Labourd.
Briscous est situé à une quinzaine de kilomètres de Bayonne.
Elle se situe à 99 km par la route de Pau, préfecture du département, à 17 km de Bayonne, sous-préfecture, et à 9 km de Mouguerre, bureau centralisateur du canton de Nive-Adour dont dépend la commune depuis 2015 pour les élections départementales.
La commune fait en outre partie du bassin de vie de Hasparren.
Les communes les plus proches sont : 
Urcuit (2,9 km), Urt (5,1 km), Lahonce (5,3 km), Saint-Barthélemy (6,1 km), Mouguerre (6,7 km), La Bastide-Clairence (7,1 km), Hasparren (8,7 km), Saint-Laurent-de-Gosse (9,7 km).
Sur le plan historique et culturel, Briscous fait partie de la province du Labourd, un des sept territoires composant le Pays basque,. Le Labourd est traversé par la vallée alluviale de la Nive et rassemble les plus beaux villages du Pays basque. Depuis 1999, l'Académie de la langue basque ou Euskalzaindia divise le territoire du Labourd en six zones,. La commune est dans la zone 'Lapurdi Ekialdea (Labourd-Est), à l’est de ce territoire.

### Communes limitrophes
Les communes limitrophes sont  Hasparren, Mouguerre, Urcuit et Urt.
|           | Urcuit    |     |
| Mouguerre | Briscous  | Urt |
|           | Hasparren |     |

### Hydrographie

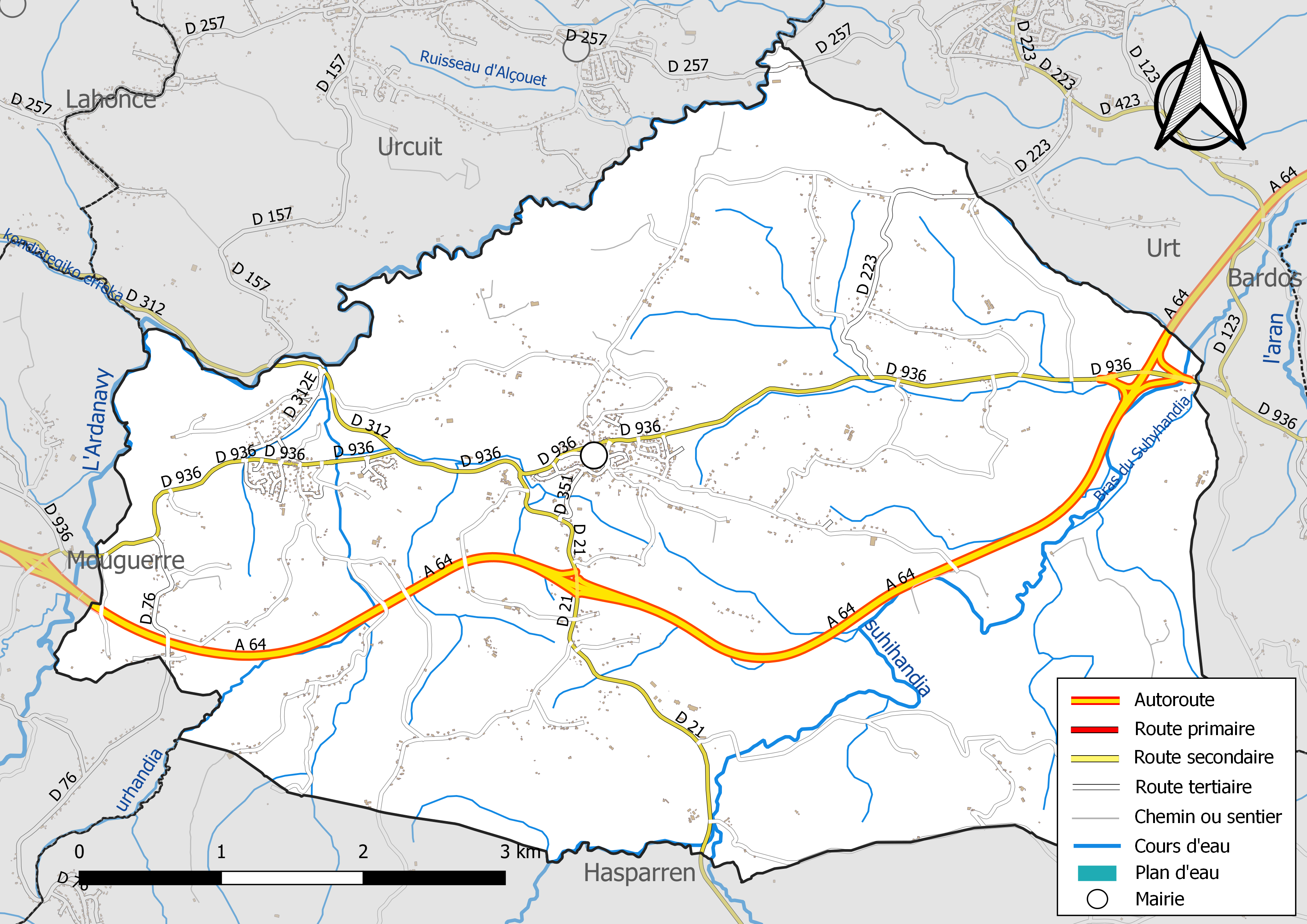
Réseaux hydrographique et routier de Briscous.

La commune est drainée par l'Ardanavy, le ruisseau Hasquette, le ruisseau Suhyhandia, ur Handia, un bras du Suhyhandia, et par divers petits cours d'eau, constituant un réseau hydrographique de 51 km de longueur totale,.
L'Ardanavy, d'une longueur totale de 25,7 km, prend sa source dans la commune d'Hasparren et s'écoule du sud vers le nord. Il traverse la commune et se jette dans l'Adour à Urcuit, après avoir traversé 6 communes.

### Climat
Pour des articles plus généraux, voir Climat de la Nouvelle-Aquitaine et Climat des Pyrénées-Atlantiques.
Historiquement, la commune est exposée à un micro climat océanique basque.  
En 2020, Météo-France publie une typologie des climats de la France métropolitaine dans laquelle la commune est exposée à un climat de montagne et est dans la région climatique Pyrénées atlantiques, caractérisée par une pluviométrie élevée (>1 200 mm/an) en toutes saisons, des hivers très doux (7,5 °C en plaine) et des vents faibles.
Pour la période 1971-2000, la température annuelle moyenne est de 14 °C, avec une amplitude thermique annuelle de 13 °C. Le cumul annuel moyen de précipitations est de 1 399 mm, avec 13,3 jours de précipitations en janvier et 8,2 jours en juillet. Pour la période 1991-2020, la température moyenne annuelle observée sur la station météorologique la plus proche, située sur la commune de Saint-Martin-de-Hinx à 14 km à vol d'oiseau, est de 14,2 °C et le cumul annuel moyen de précipitations est de 1 410,1 mm,. Pour l'avenir, les paramètres climatiques de la commune estimés pour 2050 selon différents scénarios d’émission de gaz à effet de serre sont consultables sur un site dédié publié par Météo-France en novembre 2022.

### Milieux naturels et biodiversité

#### Réseau Natura 2000
Le réseau Natura 2000 est un réseau écologique européen de sites naturels d'intérêt écologique élaboré à partir des Directives « Habitats » et « Oiseaux », constitué de zones spéciales de conservation (ZSC) et de zones de protection spéciale (ZPS).
Deux sites Natura 2000 ont été définis sur la commune au titre de la « directive Habitats », : 
- « l'Ardanavy (cours d'eau) », d'une superficie de 626 ha, un cours d'eau des coteaux sud de l'Adour[25] ;
- « la Joyeuse (cours d'eau) », d'une superficie de 1 444 ha, un réseau hydrographique des coteaux basques[26].

#### Zones naturelles d'intérêt écologique, faunistique et floristique
L’inventaire des zones naturelles d'intérêt écologique, faunistique et floristique (ZNIEFF) a pour objectif de réaliser une couverture des zones les plus intéressantes sur le plan écologique, essentiellement dans la perspective d’améliorer la connaissance du patrimoine naturel national et de fournir aux différents décideurs un outil d’aide à la prise en compte de l’environnement dans l’aménagement du territoire.
Trois ZNIEFF de type 2 sont recensées sur la commune, : 
- les « bois et landes de Faldaracon-Eguralde et d'Hasparren » (2 636,71 ha), couvrant 6 communes du département[28] ;
- le « réseau hydrographique et vallée de la Joyeuse » (1 265,93 ha), couvrant 3 communes du département[29] ;
- le « réseau hydrographique et vallée de l'Ardanavy » (679,96 ha), couvrant 12 communes du département[30].

## Urbanisme

### Typologie
Au 1er janvier 2024, Briscous est catégorisée commune rurale à habitat dispersé, selon la nouvelle grille communale de densité à sept niveaux définie par l'Insee en 2022.
Elle est située hors unité urbaine. Par ailleurs la commune fait partie de l'aire d'attraction de Bayonne (partie française), dont elle est une commune de la couronne,. Cette aire, qui regroupe 56 communes, est catégorisée dans les aires de 200 000 à moins de 700 000 habitants,.

### Occupation des sols

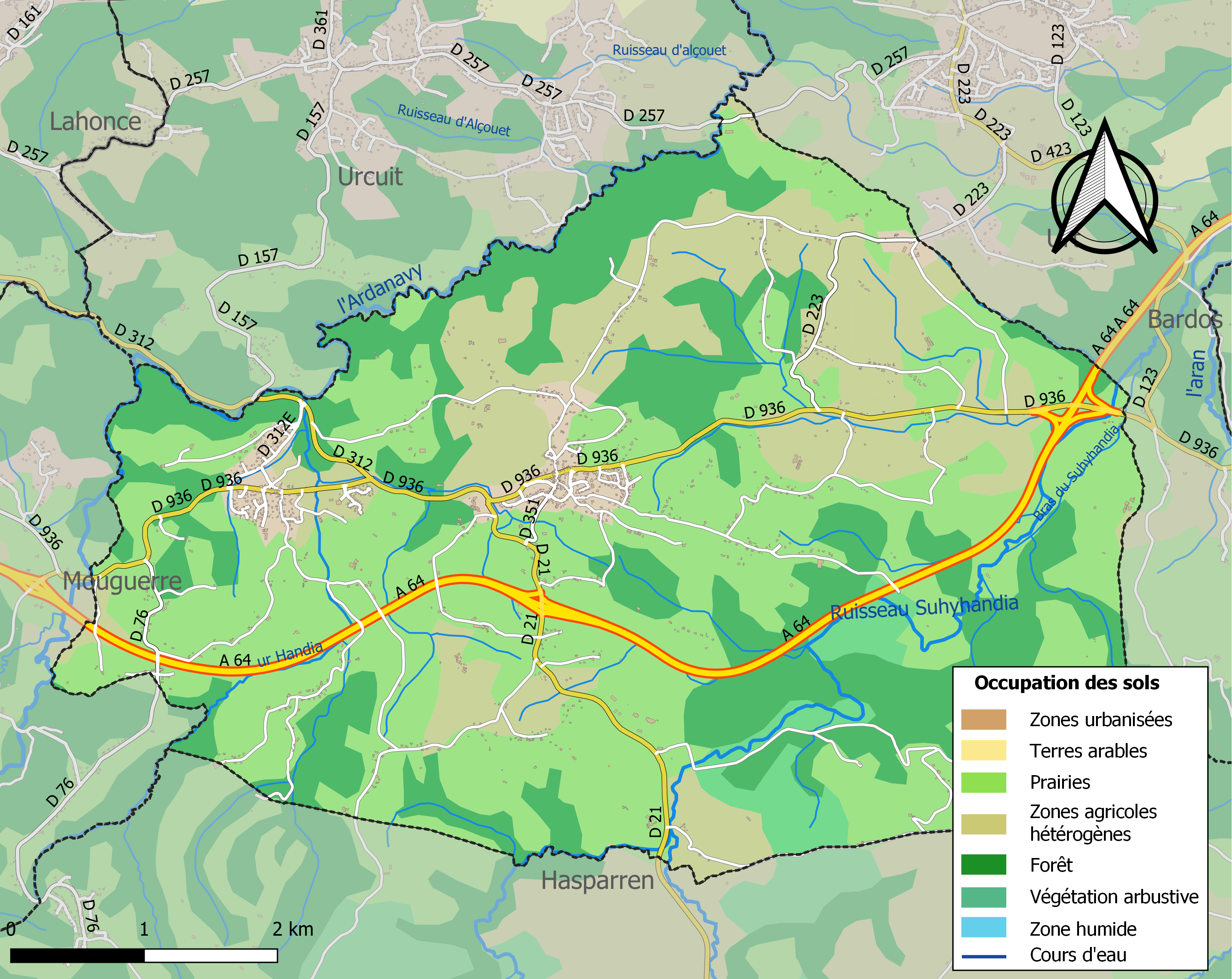
Carte des infrastructures et de l'occupation des sols de la commune en 2018 (CLC).

L'occupation des sols de la commune, telle qu'elle ressort de la base de données européenne d’occupation biophysique des sols Corine Land Cover (CLC), est marquée par l'importance des territoires agricoles (69 % en 2018), en diminution par rapport à 1990 (71,6 %). La répartition détaillée en 2018 est la suivante : 
prairies (50,2 %), forêts (25,1 %), zones agricoles hétérogènes (18,9 %), milieux à végétation arbustive et/ou herbacée (3 %), zones urbanisées (2,8 %). L'évolution de l’occupation des sols de la commune et de ses infrastructures peut être observée sur les différentes représentations cartographiques du territoire : la carte de Cassini (XVIIIe siècle), la carte d'état-major (1820-1866) et les cartes ou photos aériennes de l'IGN pour la période actuelle (1950 à aujourd'hui).

### Lieux-dits et hameaux
Six quartiers composent la commune de Briscous :
- Hortione ;
- Mendizelhai ;
- Hegiederzelhaia ;
- Imistola ;
- Agerrezelhaia ;
- la Place.

Quelques lieudits d'après les cartes IGN :
- Aguerrekoborda[13]
- Aguerria[13]
- Aire Ona[13]
- Algaxuria[13]
- Alzueta[13]
- Ameztoia[13]
- Ameztoiberria[13]
- Arbaldegia[13]
- Aroztegia[13]
- Barandegia[13]
- Baratzartia[13]
- Behereko Eihera[13]
- Behigoa[13]
- Behotegia[13]
- Bereartia[13]
- Berfeta[13]
- Betraenia[13]
- Bettiritea[13]
- Biarritzenia[13]
- Bidartia[13]
- Bidegainekoborda[13]
- Bidegainia[13]
- Bidegaraia[13]
- Bista Eder[13]
- Bizkaraia[13]
- Bordaberria[13]
- Chandondeya[13]
- la Commune[13]
- Constantinia[13]
- Donamartikoborda[13]
- Donamartinia[13]
- Dorregaraia[13]
- Eihartzia[13]
- Eiherabidia[13]
- Eiheraldia[13]
- Elhorria[13]
- Elixaga[13]
- Elixaldia[13]
- errekaldia[13]
- errekartea[13]
- Estebe[13]
- Estebeteykoborda[13]
- Etxartea[13]
- Etxauzia[13]
- Etxebeheria[13]
- Etxeberria[13]
- Etxegaraia[13]
- Etxekoborda (ruines)[13]
- Etxekolu[13]
- Etxekolukoborda (ruines)[13]
- Etxeoihania[13]
- Etxeparia[13]
- Etxexuria[13]
- Gainekoetxea[13]
- Galbarreta[13]
- Gamoia[13]
- Ganderatzia[13]
- Garatia[13]
- Garroa[13]
- Gerezieta[13]
- Goizxuria[13]
- Gortiague[13]
- Haizaharria[13]
- Haltzetenia[13]
- Haranbidia[13]
- Haranederia[13]
- Haria[13]
- Haritztoia[13]
- Haranburua[13]
- Haritzpea (ruines)[13]
- Harriaga[13]
- Harrieta[13]
- Harrietakoborda[13]
- Harrizgorria[13]
- Hegia[13]
- Hegiburua[13]
- Heguasekoborda[13]
- Heguiderria[13]
- Hiriartia[13]
- Hiriberria[13]
- Ibarburüa[13]
- Ibarburukoborda[13]
- Ibasunia[13]
- Imistola[13]
- Iribarnegaraia[13]
- Irigoihenekoborda[13]
- Irigoihenia[13]
- Irunaga[13]
- Irunagakoborda[13]
- Iruritea[13]
- Ithurraldia[13]
- Iturbidia[13]
- Jelosia[13]
- Joantxenea[13]
- Kasalarria[13]
- Kumetegia[13]
- Kurutxaga[13]
- Kurutxeta[13]
- Labiaguerria[13]
- Landa Handia[13]
- Landagaraia[13]
- Larraldia[13]
- Larramendia[13]
- Larregainia[13]
- Larreista[13]
- Larreistakoborda[13]
- Larria[13]
- Larrondoa[13]
- Laxague[13]
- Leizaraga[13]
- Leizaretxea[13]
- Leku Eder[13]
- Loriosberria[13]
- Lurberria[13]
- Mafoy[13]
- Mahourategia[13]
- Maiestegia[13]
- Martindegia[13]
- Martindegikoborda[13]
- Menautegia[13]
- Mendia[13]
- Mendibilia[13]
- Mendiburua[13]
- Mentaberria[13]
- Mentaberrikoborda[13]
- Mentakoborda[13]
- Mimisaga[13]
- Miquelon[13]
- Mixereta[13]
- le Moulin de Souhy[13]
- Mueska[13]
- Mulhoa[13]
- Noblenia[13]
- Oihanartia[13]
- Oihanburua[13]
- Oiharzabalekoborda[13]
- Olhatzia[13]
- Ordokia[13]
- Osabategia[13]
- Ospitalia[13]
- Pagadoya[13]
- Pagoeta[13]
- Paouetakoborda[13]
- Paskoinea[13]
- Patarria[13]
- Pestegia[13]
- Piquessarry[13]
- Piriatou[13]
- Plaxeuburua[13]
- Quartier du Bois[13]
- Sagardinia[13]
- les Salines[13]
- Satharitzia[13]
- Soleta[13]
- Sorhueta[13]
- Uhartia[13]
- Uhauneko Borda[13]
- Uhaunia[13]
- Uronttoa[13]
- Uzpuria[13]
- Xapitalia[13]
- Xelaia[13]
- Yelahandia (ruines)[13]
- Zapatendegia[13]
- Zokotegia[13]

### Risques majeurs
Le territoire de la commune de Briscous est vulnérable à différents aléas naturels : météorologiques (tempête, orage, neige, grand froid, canicule ou sécheresse), inondations et séisme (sismicité modérée). Il est également exposé à un risque technologique,  le transport de matières dangereuses, et à un risque particulier : le risque de radon. Un site publié par le BRGM permet d'évaluer simplement et rapidement les risques d'un bien localisé soit par son adresse soit par le numéro de sa parcelle.

#### Risques naturels
Certaines parties du territoire communal sont susceptibles d’être affectées par le risque d’inondation par une crue à  débordement lent de cours d'eau, notamment l'Ardanavy, le Suhihandia et le Marmaroko erreka. La commune a été reconnue en état de catastrophe naturelle au titre des dommages causés par les inondations et coulées de boue survenues en 1982, 1983, 1992, 1995, 2009, 2010, 2013, 2014 et 2018,.

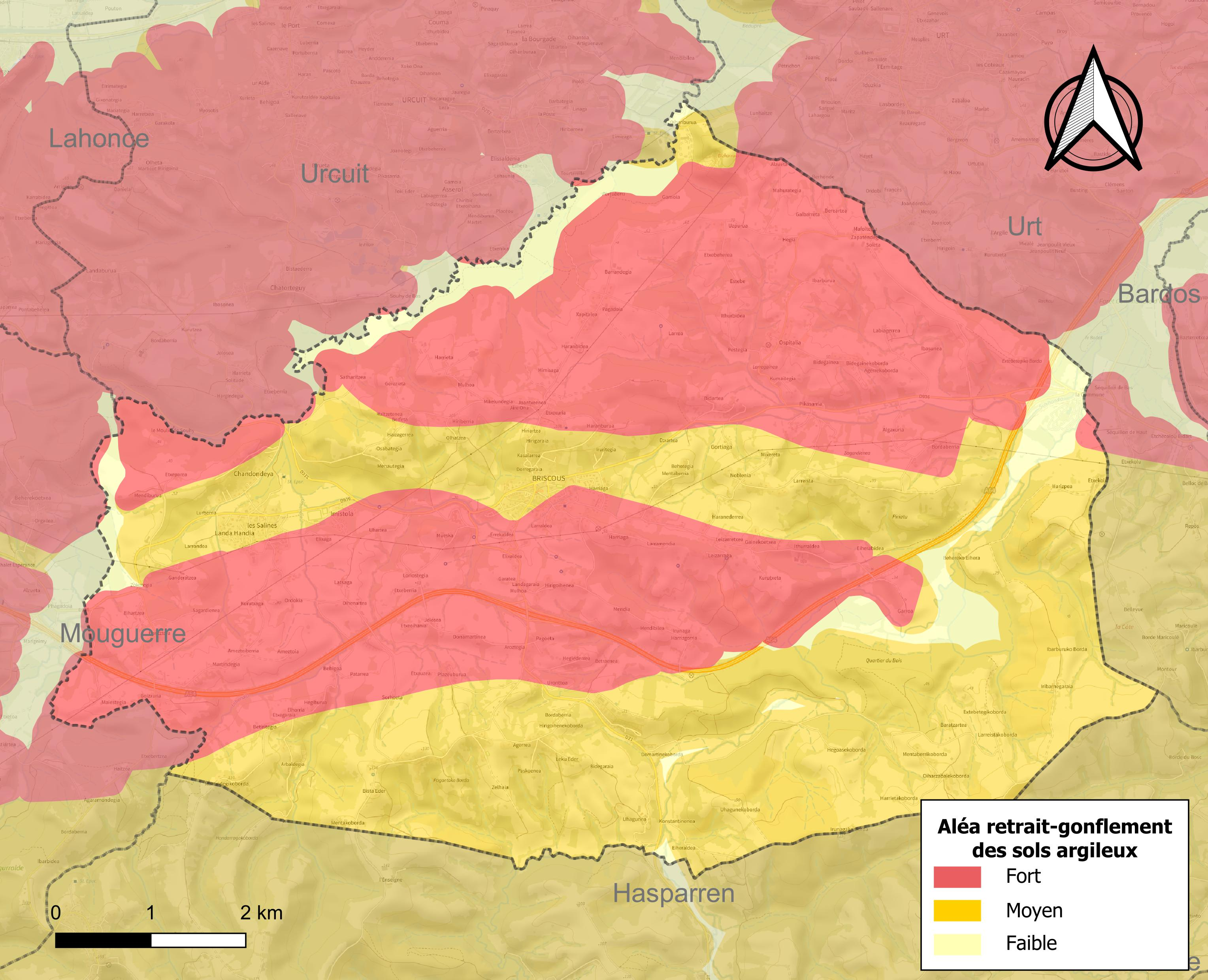
Carte des zones d'aléa retrait-gonflement des sols argileux de Briscous.

Le retrait-gonflement des sols argileux est susceptible d'engendrer des dommages importants aux bâtiments en cas d’alternance de périodes de sécheresse et de pluie. 95,1 % de la superficie communale est en aléa moyen ou fort (59 % au niveau départemental et 48,5 % au niveau national). Depuis le 1er octobre 2020, en application de la loi ELAN, différentes contraintes s'imposent aux vendeurs, maîtres d'ouvrages ou constructeurs de biens situés dans une zone classée en aléa moyen ou fort,.
Concernant les mouvements de terrains, la commune a été reconnue en état de catastrophe naturelle au titre des dommages causés par la sécheresse en 2003 et 2012 et par des mouvements de terrain en 2014, 2017, 2019 et 2020.

#### Risque particulier
Dans plusieurs parties du territoire national, le radon, accumulé dans certains logements ou autres locaux, peut constituer une source significative d’exposition de la population aux rayonnements ionisants. Selon la classification de 2018, la commune de Briscous est classée en zone 2, à savoir zone à potentiel radon faible mais sur lesquelles des facteurs géologiques particuliers peuvent faciliter le transfert du radon vers les bâtiments.

## Toponymie

### Attestations anciennes
Le toponyme Briscous apparaît sous les formes 
Briscos (1249),
Bruscos et Briscos (1348, rôles gascons),
Berascois (1368),
Hiriberry (« Villeneuve » en basque, 1794) et
Bezkoitze au XIXe siècle.

### Graphie basque
Son nom basque actuel est Beskoitze.

## Histoire
Après la guerre 1939-1945 Briscous a tenu à participer à l'effort de solidarité nationale en construisant un aérium pour les enfants de santé fragile.

## Héraldique
| Blason | Blasonnement : Parti au 1 d'or au lion d'azur ; au 2 de gueules à l'encrier et la plume posée en barre, le tout d'argent, coupé de sinople à une tour de saline d'or à la façade cousue de gueules ; à la bordure générale d'argent chargée sur les flancs de six gerbes de sinople 3 et 3. Commentaires : Ses armoiries furent créées en 1993 par l'artiste Irkus Robles-Arangiz. Le lion est celui de la maison de Gramont, seigneurs de Briscous ; l'encrier et la plume évoquent Jean de Liçarrague, natif de Briscous, premier traducteur du Nouveau Testament de la Bible en basque sur ordre de la reine de Navarre Jeanne d'Albret ; la tour de salines rappelle la principale activité économique du village ; les ajoncs de sinople en bordure, les six quartiers de la commune. |

## Politique et administration

### Intercommunalité
La commune participe à huit structures intercommunales :
- la communauté d'agglomération du Pays Basque ;
- le syndicat AEP de l'Arberoue ;
- le syndicat d’énergie des Pyrénées-Atlantiques ;
- le syndicat intercommunal de protection des berges de l'Adour maritime et de ses affluents (SIPBAMA) ;
- le syndicat intercommunal pour la gestion du centre Txakurrak ;
- le syndicat intercommunal pour le soutien à la culture basque ;
- le syndicat mixte d'alimentation en eau potable URA ;
- le syndicat mixte d'assainissement collectif  et non collectif URA (à la carte).

## Population et société

### Démographie
L'évolution du nombre d'habitants est connue à travers les recensements de la population effectués dans la commune depuis 1793. Pour les communes de moins de 10 000 habitants, une enquête de recensement portant sur toute la population est réalisée tous les cinq ans, les populations de référence des années intermédiaires étant quant à elles estimées par interpolation ou extrapolation. Pour la commune, le premier recensement exhaustif entrant dans le cadre du nouveau dispositif a été réalisé en 2008.

En 2022, la commune comptait 2 920 habitants, en évolution de +6,88 % par rapport à 2016 (Pyrénées-Atlantiques : +3,78 %, France hors Mayotte : +2,11 %).
| 1793  | 1800  | 1806  | 1821  | 1831  | 1836  | 1841  | 1846  | 1851  |
| ----- | ----- | ----- | ----- | ----- | ----- | ----- | ----- | ----- |
| 1 391 | 1 344 | 1 366 | 1 253 | 1 285 | 1 619 | 1 635 | 1 691 | 1 820 |

| 1856  | 1861  | 1866  | 1872  | 1876  | 1881  | 1886  | 1891  | 1896  |
| ----- | ----- | ----- | ----- | ----- | ----- | ----- | ----- | ----- |
| 1 728 | 1 658 | 1 620 | 1 606 | 1 602 | 1 502 | 1 518 | 1 517 | 1 402 |

| 1901  | 1906  | 1911  | 1921  | 1926  | 1931  | 1936  | 1946 | 1954 |
| ----- | ----- | ----- | ----- | ----- | ----- | ----- | ---- | ---- |
| 1 398 | 1 225 | 1 133 | 1 053 | 1 184 | 1 010 | 1 014 | 985  | 928  |

| 1962 | 1968 | 1975  | 1982  | 1990  | 1999  | 2006  | 2008  | 2013  |
| ---- | ---- | ----- | ----- | ----- | ----- | ----- | ----- | ----- |
| 972  | 938  | 1 085 | 1 413 | 1 745 | 1 988 | 2 396 | 2 512 | 2 647 |

| 2018  | 2022  | - | - | - | - | - | - | - |
| ----- | ----- | - | - | - | - | - | - | - |
| 2 879 | 2 920 | - | - | - | - | - | - | - |

La commune fait partie de l'aire d'attraction de Bayonne.

### Enseignement
La commune dispose de quatre écoles : l'école primaire publique Ikas Bide, l'école élémentaire publique des Salines, l'école primaire privée Saint-Vincent et l'ikastola. Ces trois écoles proposent un enseignement bilingue français-basque à parité horaire.

## Économie
L'activité est principalement tournée vers l'agriculture. La commune fait partie de la zone d'appellation de l'ossau-iraty.

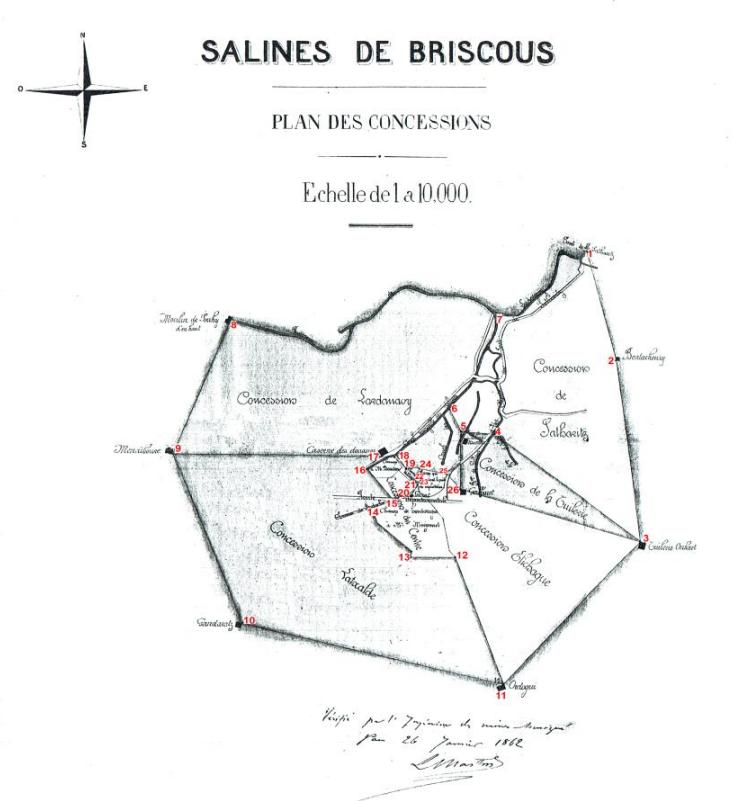
Plan des salines de Briscous.

Briscous a longtemps produit du sel gemme et de la soude, et ses eaux salées alimentaient jusqu'en 1953 les thermes salins de Biarritz, fondés par un lord anglais nommé Alan Terms qui avait une villa avenue Victoria. Des canalisations souterraines de plus de vingt kilomètres acheminaient une eau à teneur saline plus de dix fois plus élevée que celle de l'eau de mer.

## Culture locale et patrimoine

### Langues
D'après la Carte des Sept Provinces Basques éditée en 1863 par le prince Louis-Lucien Bonaparte, le dialecte basque parlé à Briscous est le bas-navarrais oriental.

### Patrimoine civil

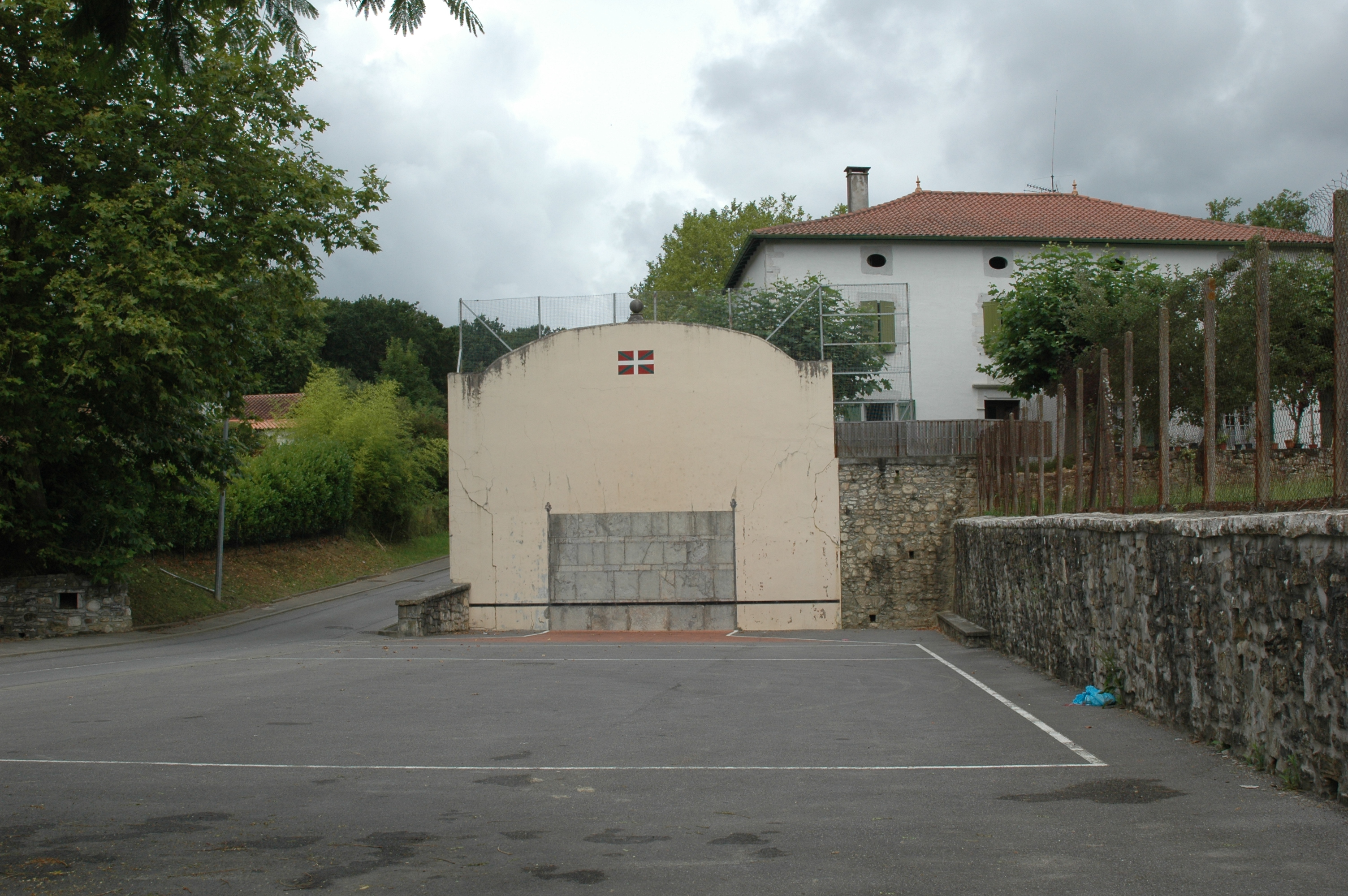
L'ancien fronton.

- D'anciennes fermes des XVIIe, XVIIIe et XIXe siècles ont été recensées par le ministère de la Culture[57].
- Lavoir   (bourg).
- Salines   (Salines).

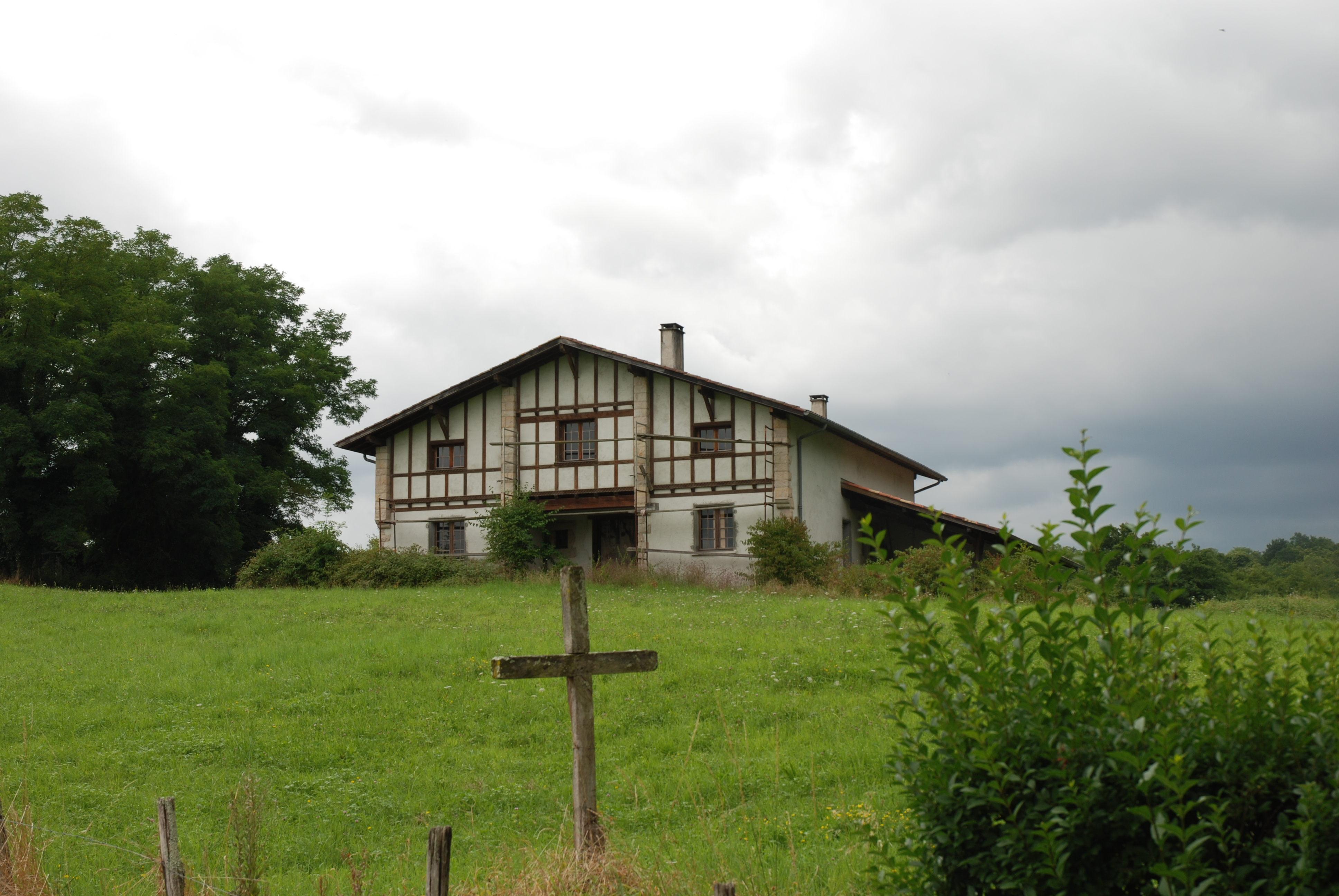
Maison labourdine.
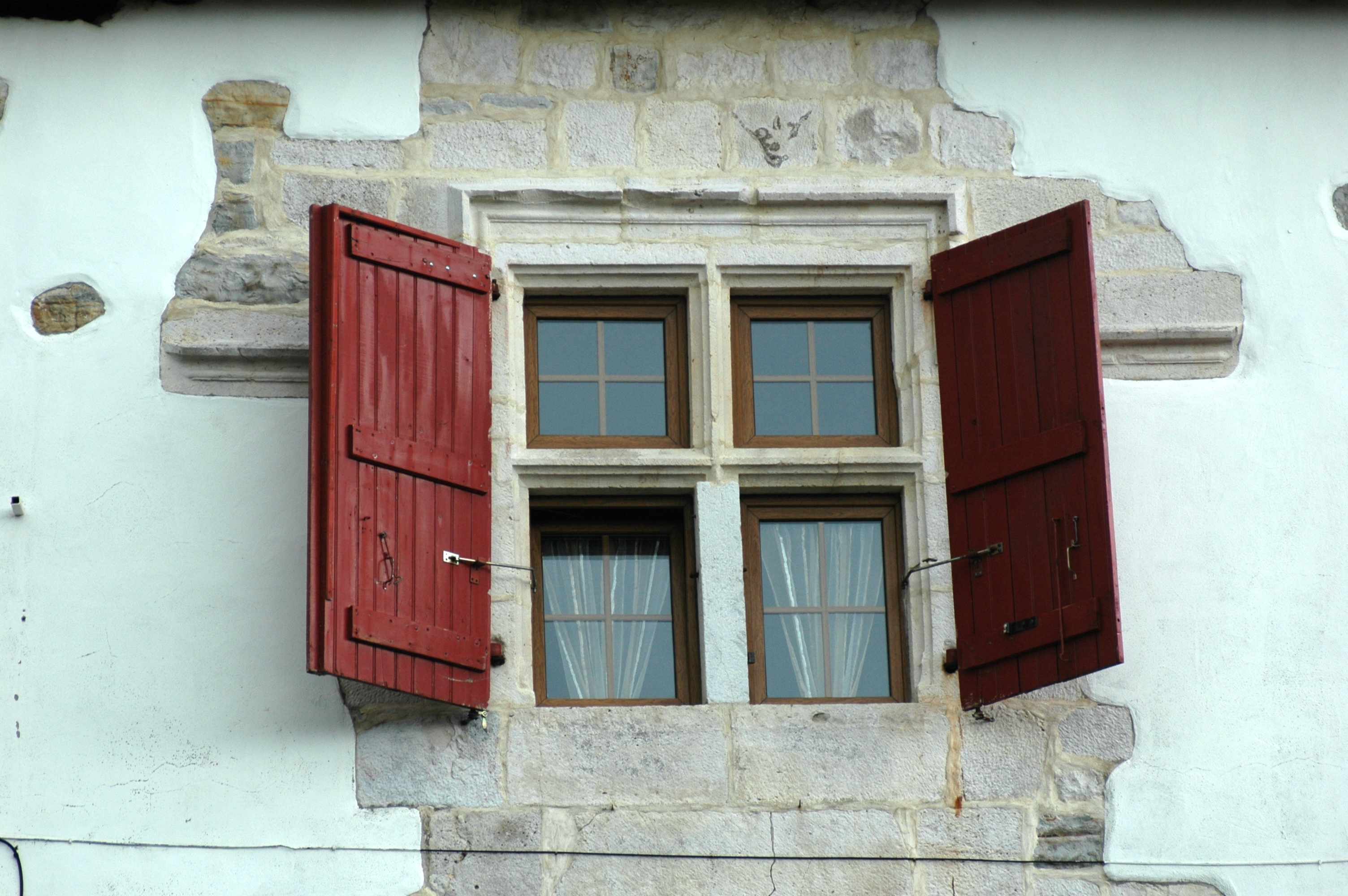
Fenêtre d'une maison labourdine vénérable.

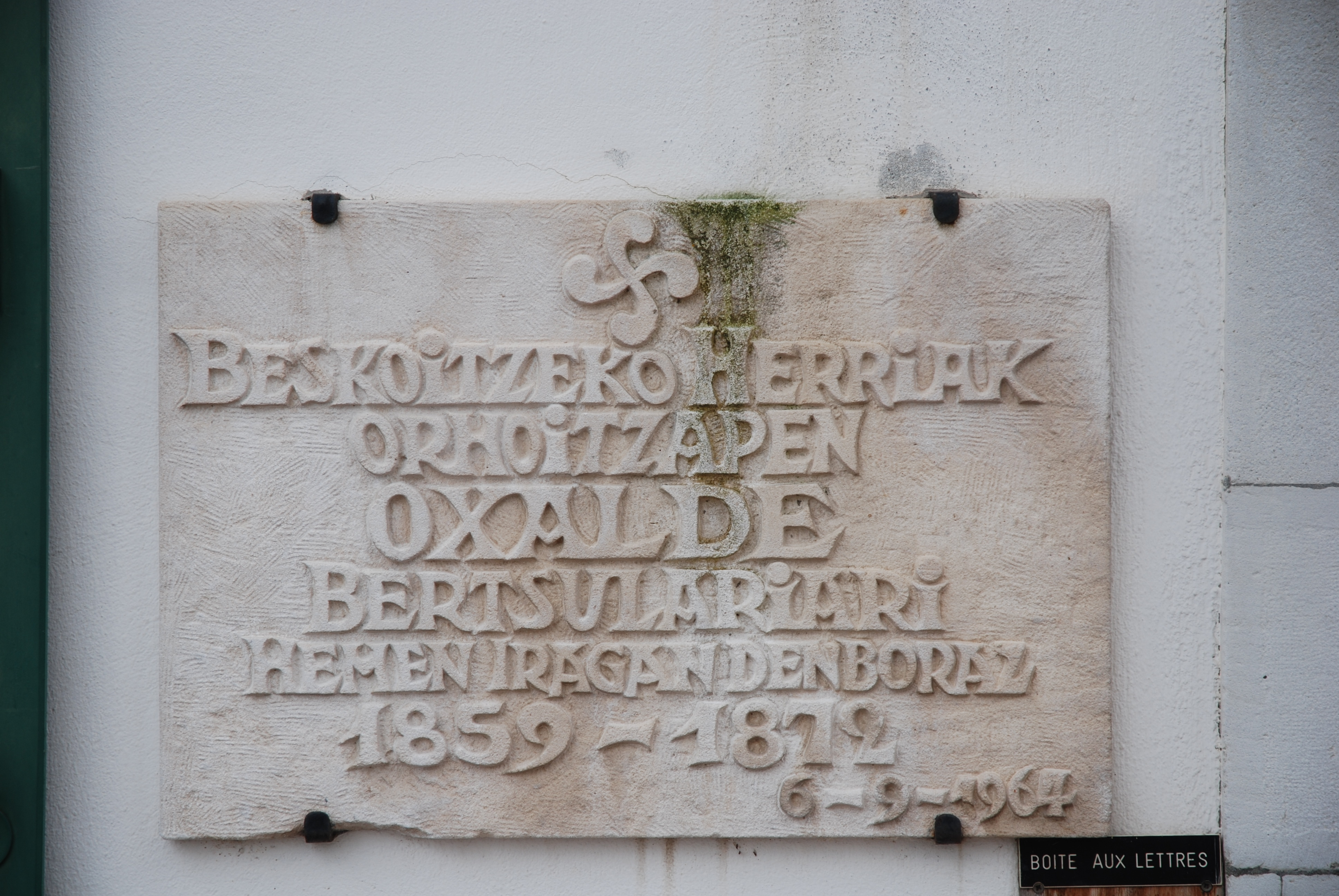
Hommage au bertsolari Oxalde.
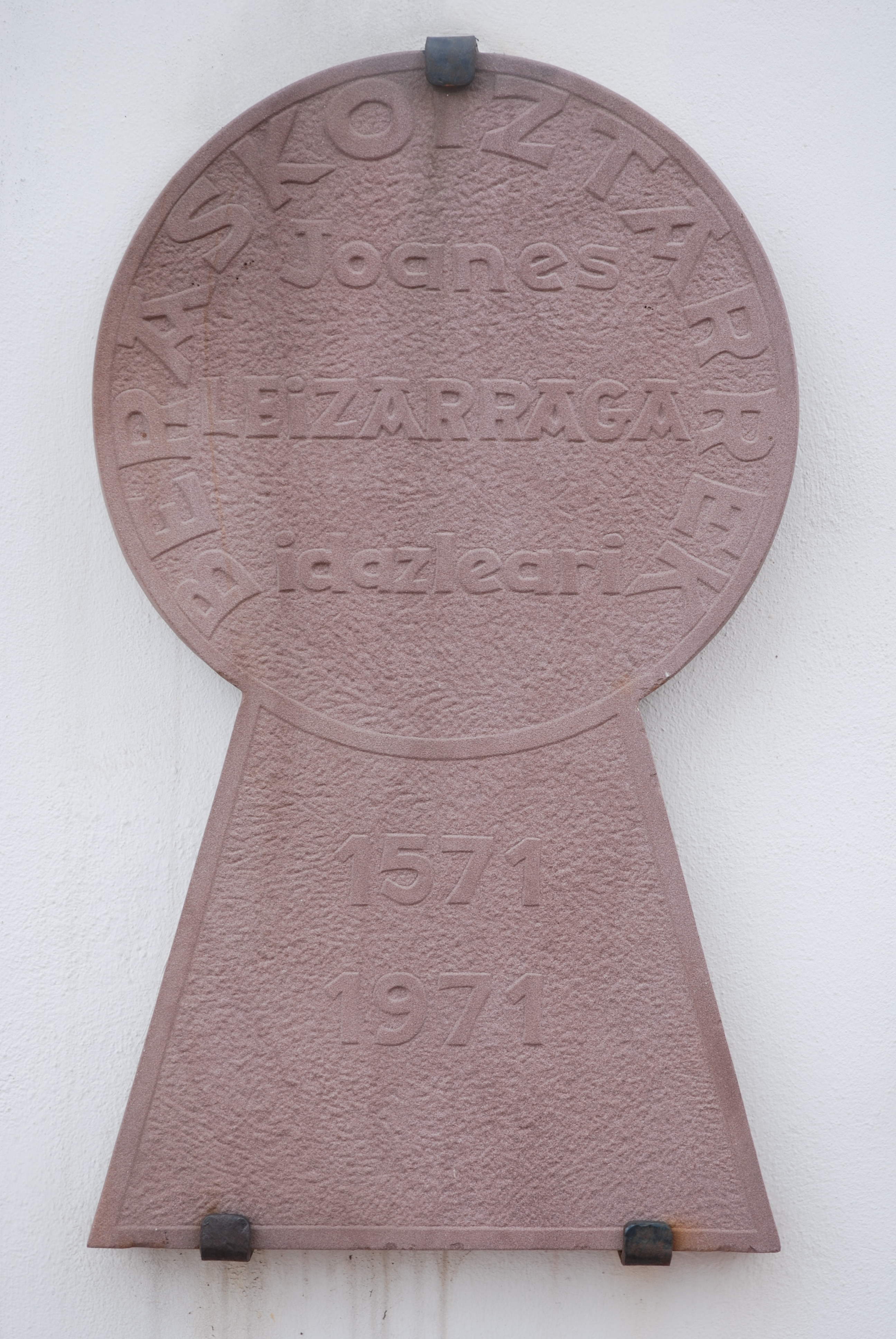
Hommage au Leizarraga, écrivain et premier traducteur du Nouveau Testament de la Vulgate en basque (1571)

### Patrimoine religieux

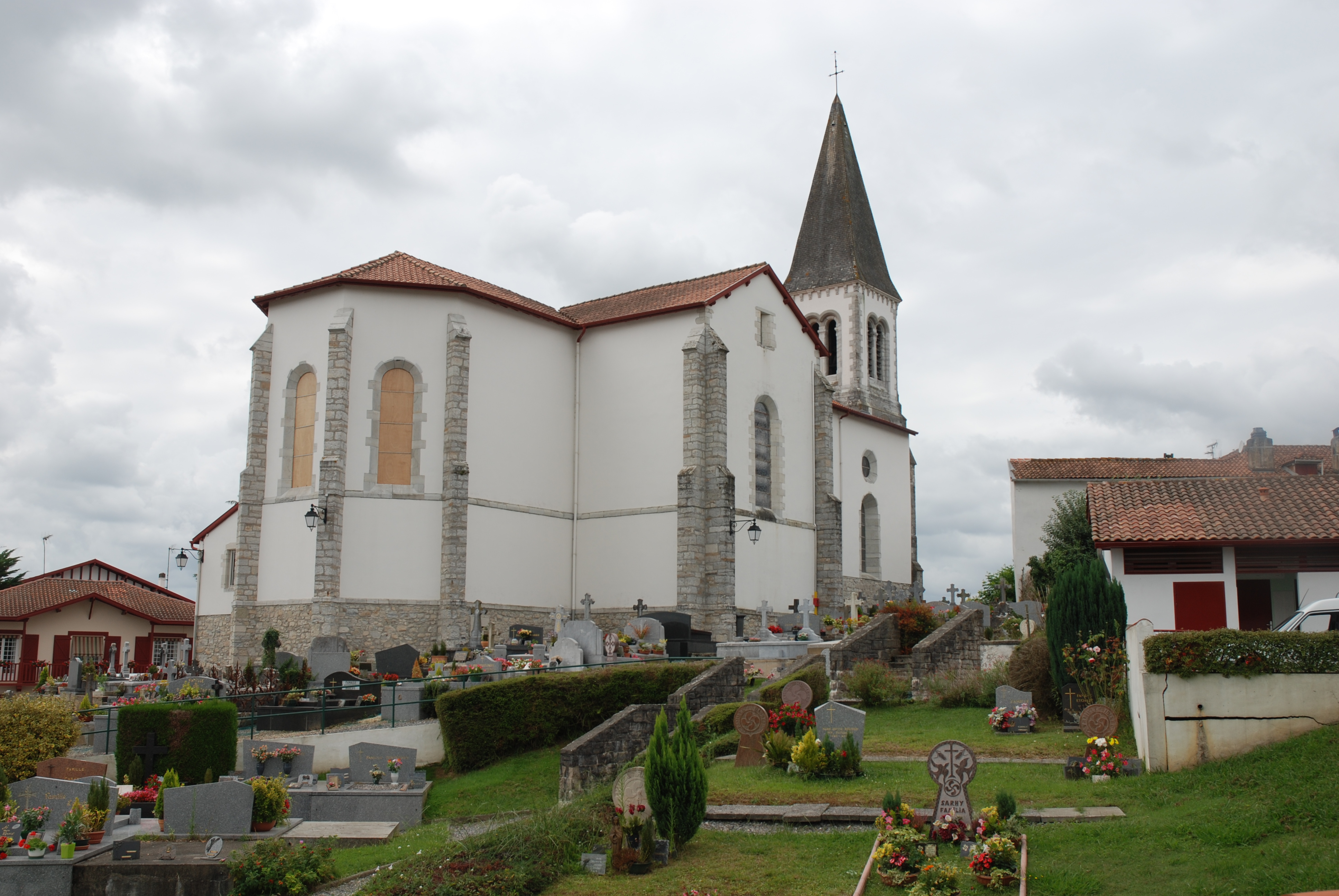
L'église Saint-Vincent.

- l'église paroissiale Saint-Vincent-Diacre possède :
  - un ensemble de trois verrières[58] représentant l'Immaculée Conception, saint Joseph et l'Enfant Jésus ;
  - une peinture monumentale[59] des peintres  Étienne, Louis et Martin Decrept ;
  - un mobilier nombreux[60].

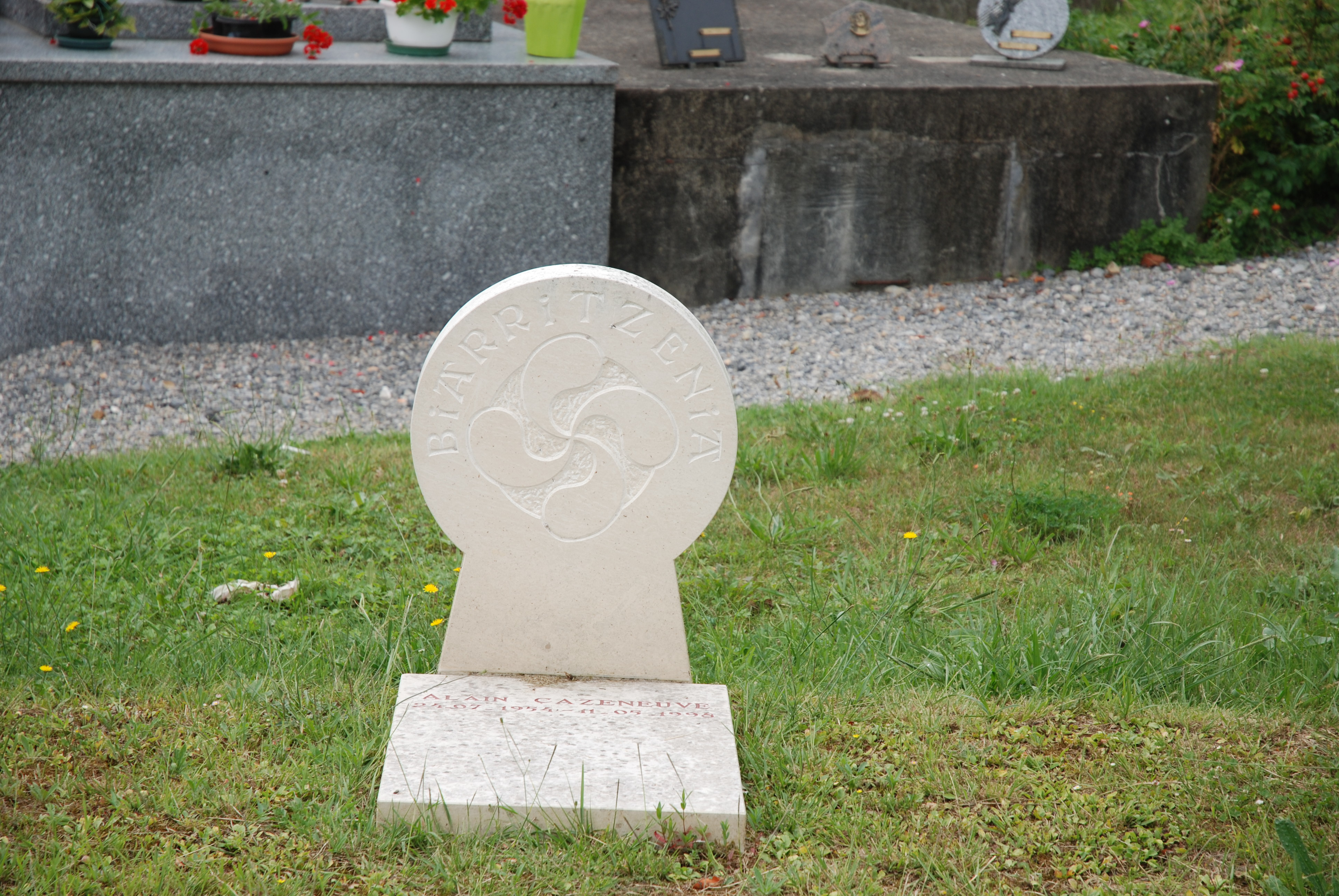
Stèle discoïdale récente.
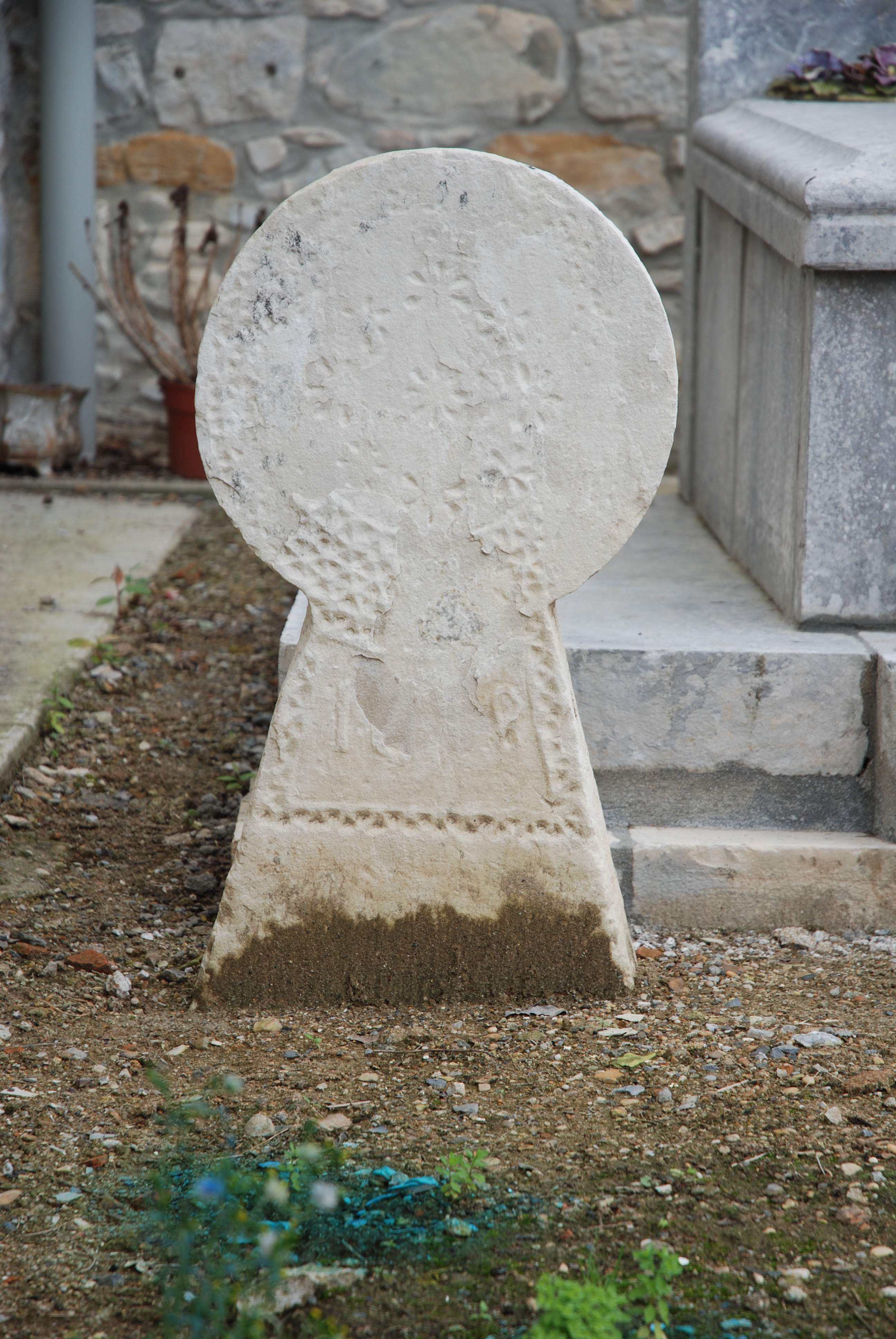
Stèle discoïdale.
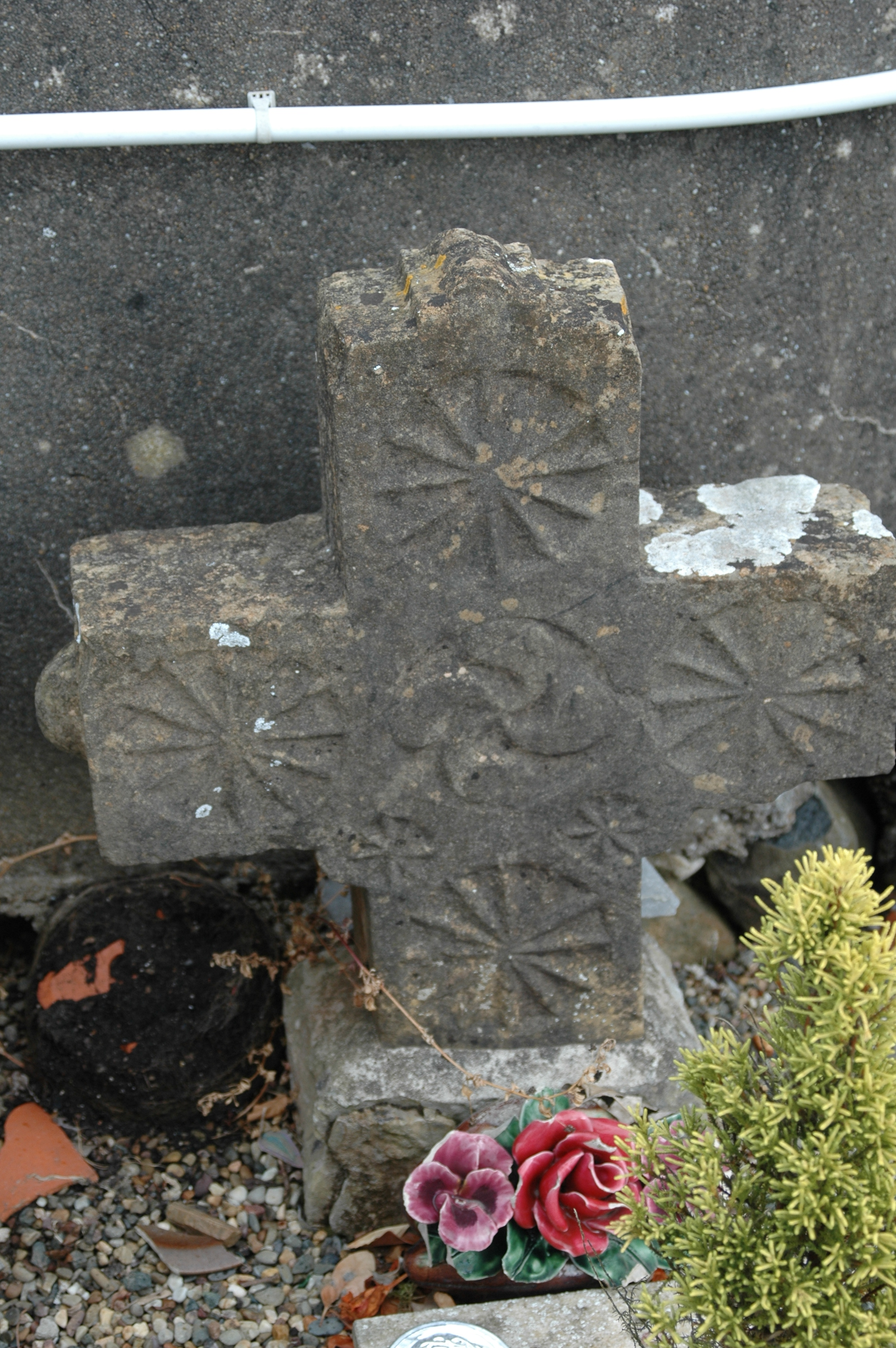
Croix funéraire, lauburu inversé.

## Équipements
La commune dispose de trois écoles primaires.

## Personnalités liées à la commune
- Jean de Liçarrague, né à Briscous en 1506 et décédé à Labastide-Clairence en 1601, traduisit la première version du Nouveau Testament en basque ou euskara, parue en 1571.
- Salvat de Sorhainde[61], vicaire de Briscous d'où il était originaire, prêtre réfractaire aux injonctions du nouveau régime, fut exécuté en 1793.
- Henri Duhau-Lafourcade, né le 9 octobre 1942, membre honoraire d'Euskaltzaindia, l'académie de la langue basque, depuis le 27 avril 2018.
- Jean-René Etchegaray, né à Briscous en 1952, élu maire de Bayonne en 2014, devient en 2017 le premier président de la communauté d'agglomération du Pays Basque.

## Pour approfondir